# Romeoville
Romeoville is een plaats (village) in de Amerikaanse staat Illinois, en valt bestuurlijk gezien onder Will County.

## Demografie
Bij de volkstelling in 2000 werd het aantal inwoners vastgesteld op 21.153. In 2006 is het aantal inwoners door het United States Census Bureau geschat op 36.837, een stijging van 15684 (74,1%).

## Geografie
Volgens het United States Census Bureau beslaat de plaats een oppervlakte van 38,6 km², waarvan 37,6 km² land en 1,0 km² water. Romeoville ligt op ongeveer 222 m boven zeeniveau.

## Plaatsen in de nabije omgeving
De onderstaande figuur toont nabijgelegen plaatsen in een straal van 12 km rond Romeoville.